# كارلوس ساينز هيريرا
كارلوس ساينز هيريرا (بالإسبانية: Carlos Sáenz Herrera)‏ هو سياسي كوستاريكي، ولد في 1 سبتمبر 1910 في بروكسل في بلجيكا، وتوفي في 7 نوفمبر 1980 في سان خوسيه في كوستاريكا.